# Almere Stad

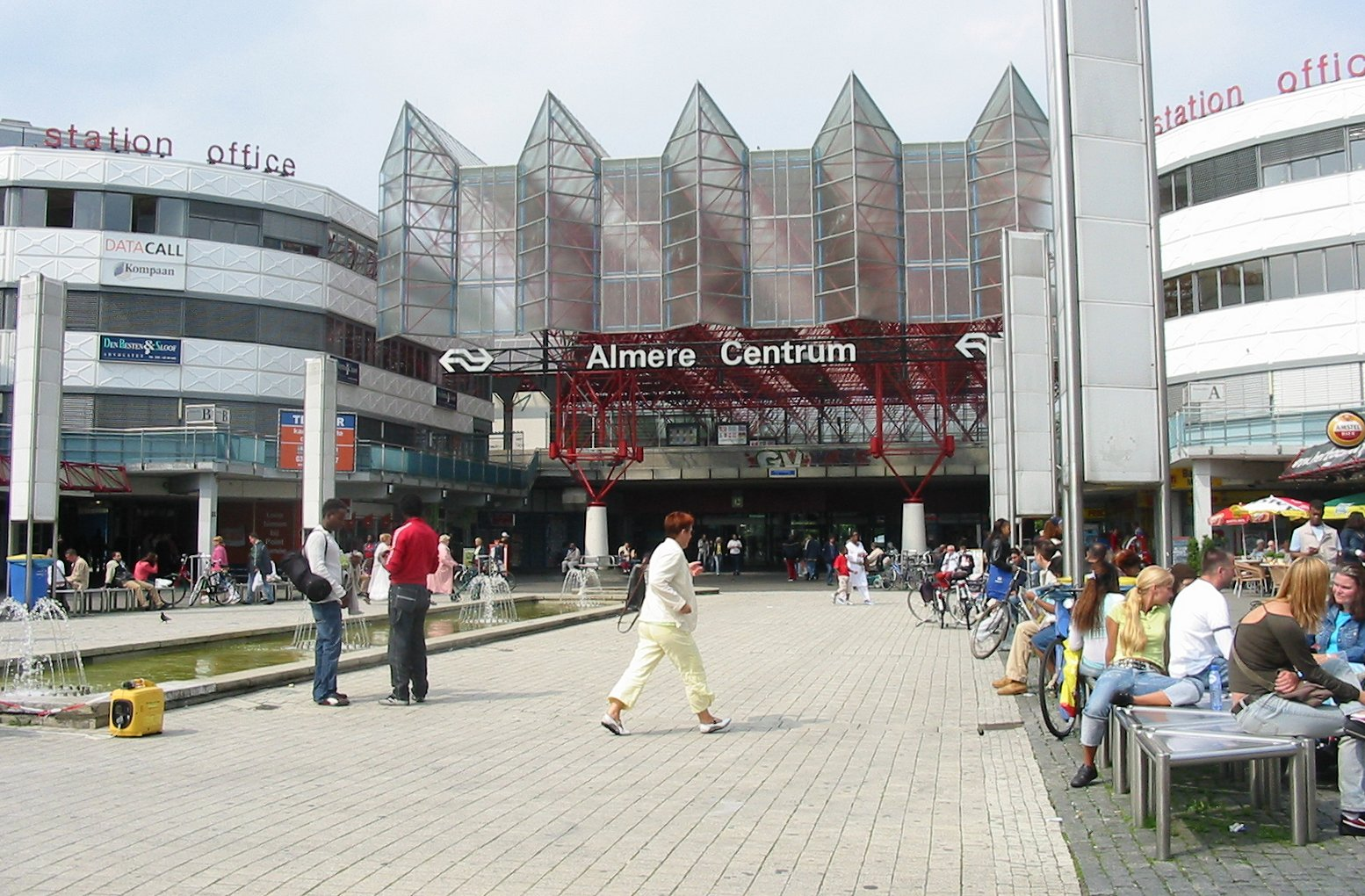
Station Almere Centrum

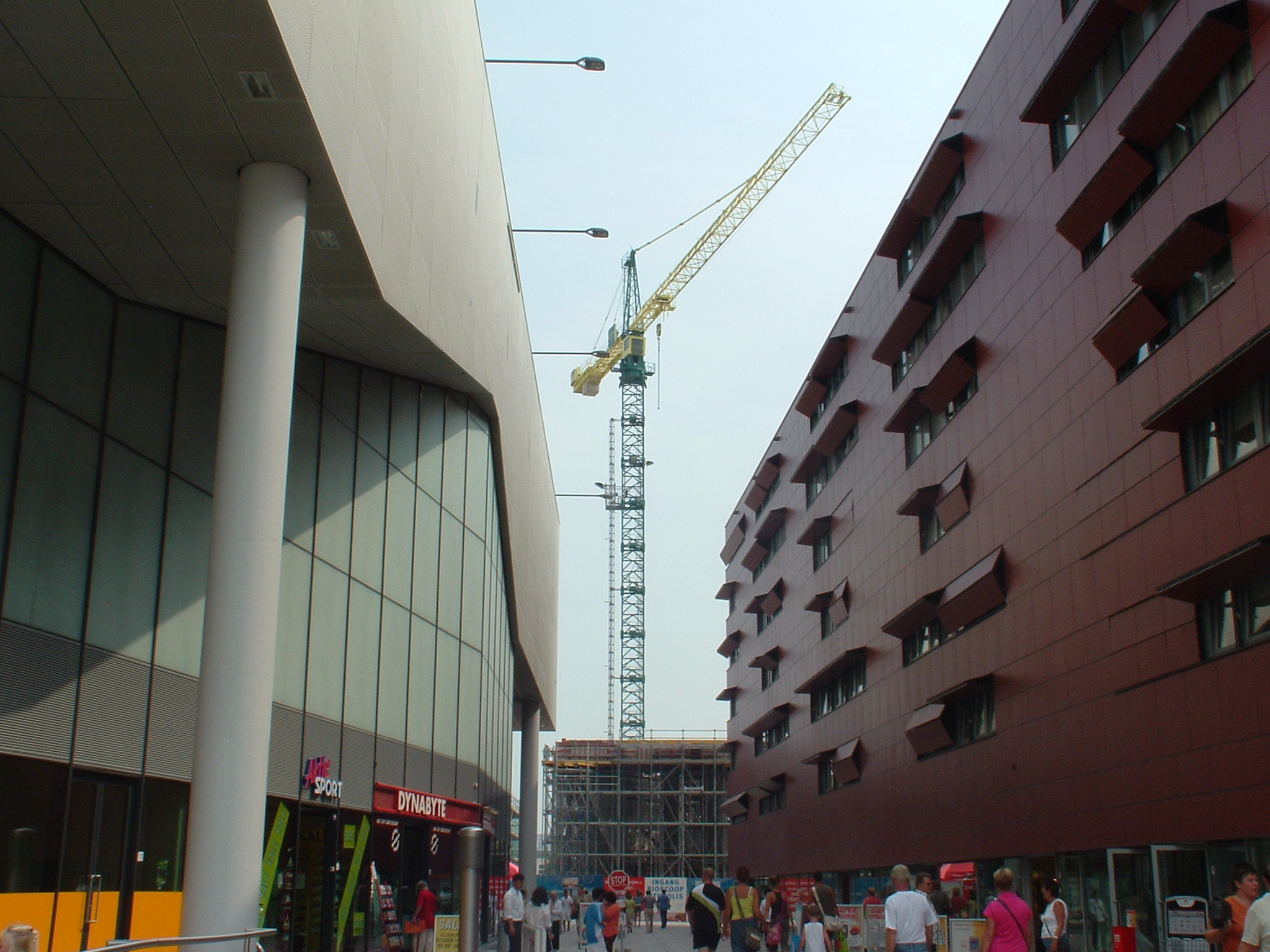
Nieuwbouw in het nieuwe stadshart van Almere

Almere Stad is een stadsdeel van de gemeente Almere in de Nederlandse provincie Flevoland. 
De eerste huizen in Almere Stad werden opgeleverd in 1980.
Naast Almere Centrum heeft het stadsdeel nog twee stations, namelijk Almere Parkwijk en Almere Muziekwijk in de gelijknamige wijken.
Op 1 april 2006 werd het nieuwe stadscentrum (gedeeltelijk) in gebruik genomen. Het nieuwe winkelgebied zou volledig in 2006 worden opgeleverd, maar door vertragingen vanwege constructiefouten bij onder andere het nieuwe CKV (Coöperatie Kunstzinnige Vorming) / Bibliotheek vond de opening in 2009 plaats.

## Stadsdeel
Almere Stad Centrum
- Centrum
- Hortus (gepland)

Almere Stad West
- Kruidenwijk
- Muziekwijk
- Noorderplassen
- Stedenwijk
- Literatuurwijk
- Staatsliedenwijk

Almere Stad Oost
- Verzetswijk
- Danswijk
- Filmwijk
- Parkwijk
- Waterwijk
- Tussen de Vaarten

Bedrijfsterreinen
- Gooisekant
- Hollandsekant
- Veluwsekant
- Sallandsekant
- Gietersplaats
- Markerkant
- Randstad
- Frezerplaats
- Gietersplaats
- de Binderij
- de Uitgeverij
- het Atelier

Almere Stad · Almere Haven · Almere Buiten · Almere Hout · Almere Poort · Almere Pampus

Flevoland: Steden en dorpen      Nederland: Provincies · Gemeenten